# Selenoprotein
Selenoproteiny jsou bílkoviny obsahující selen. Jedinou aminokyselinou obsahující selen je selenocystein, který se tedy vyskytuje ve všech selenoproteinech.

## Vznik
Při syntéze bílkovin funguje kodon UGA jako stopkodon, neměla by se tedy za něj zařadit již žádná aminokyselina, někdy ale, což je způsobeno sekvencí v bezprostředním okolí kodonu UGA, se ještě na konec řetězce proteinu naváže selenocystein.

## Příklady
- formiátdehydrogenázy
- glutathionperoxidázy Gpx1, Gpx2, Gpx3, Gpx4 a Gpx6